# Traxxas

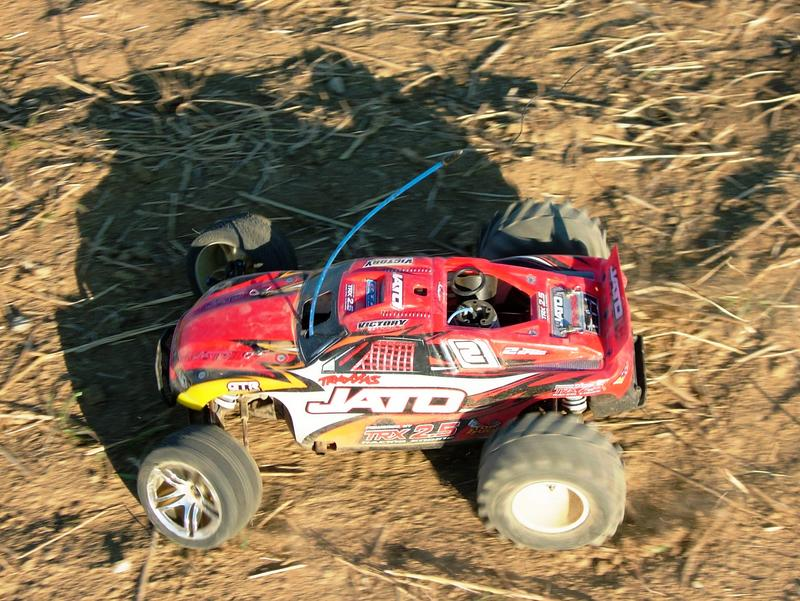
En Traxxas Jato

Traxxas är ett amerikanskt företag som tillverkar radiostyrda modellbilar, båtar och drönare. Företaget är ett av de större företagen på marknaden.

## Historik
Företaget grundades 1986 i Plano, Texas. Den idé som företaget ville börja marknadsföra var bilar som var helt färdiga att användas direkt ur lådan (kallat "Ready-To-Run", eller RTR), men med delar som enkelt kunde ersättas för reparationer eller uppgraderingar. Till en början var succén begränsad eftersom det var ett etablerat marknadssegment med uteslutande byggsatser företaget ville komma in i.
1989 släppte Traxxas sin första elektriska RTR båt kallad Villain IV.
När företaget bevisat att RTR-konceptet fungerade väl i den elektriska modellbilsvärlden beslöt de sig för att göra samma sak på bränslebilar och släppte 1992 modellen Nitro Hawk. Fyra år senare släpptes Nitro Vee, den första bränsledrivna båten under RTR-konceptet.
1999 släpptes en ny modell kallad T-MAXX. Det var en fyrhjulsdriven monstertruck.
Företaget bestämde sig för att satsa på drönare år 2013 och man presenterade två drönare, Alias och Aton. 
2017 släpptes deras största och tyngsta bil kallad X-MAXX som väger hela 8,66 kg. 